# りそなカード
りそなカード株式会社（Resona Card Co.,Ltd.）は、株式会社りそなホールディングスの連結子会社で、クレジットカード事業を営む株式会社である。

## 概要
1983年2月12日に「協和銀クレジット」として設立。1992年に「あさひカード株式会社」へ商号変更後、2004年7月1日に株式会社大和銀カード及び株式会社大阪カードサービスを吸収合併し、現在の商号に変更した。
クレジットカードは、資本業務提携している株式会社クレディセゾン（キュービタス）へバックオフィス委託のうえ発行する「りそなカード《セゾン》」が主力である。
統合前の各前身会社の流れから、VJA（通称・VJ協会）に加盟し発行する「VISAカード」、オムニカード協会に加盟し発行する「MasterCard」、JCBグループとして発行する「JCBカード」も並行して存在する。
なお、ユーシーカード株式会社（UCカード）と提携し発行する「UCカード」は、2007年8月10日を以て新規の募集を中止（一部の提携カードを除く）。

## 前身会社

### あさひカード株式会社
旧・協和銀行系の協和銀クレジット（VISA JAPAN/OMNI及びジェーシービーグループ）が前身で、協和埼玉銀行の発足に伴い1991年に協和カードサービスが1992年に「あさひカード」へ社名変更した。
「あさひVISAカード」「あさひMasterカード」「あさひJCBカード」の名称で、協和銀行の流れを汲むキャラクターであるミッフィーのデザインカードも取り扱っていた。
旧・埼玉銀行ではサイギンユニオンクレジットの商号でUCカードグループのブラザーカンパニーとしてカード事業を行っていた。あさひ銀発足に伴い「あさひ銀クレジット」に商号変更し、「あさひUCカード」の名称で並行存続していたが、1996年にあさひカードにクレジットカード事業を譲渡し、埼銀保証の流れを汲む信用保証会社「あさひ銀保証（現・りそな保証）」に吸収合併された。
りそな銀行発足まで、カードの募集は旧協和店ではVJ・JCB、旧埼銀店ではUCと、前身会社のブランドの申込書を中心に用意されていた。

### 株式会社大和銀カード
1983年4月1日に大和銀行のカード発行子会社として発足した（UC及びJCB系）。2000年4月には、近畿大阪銀行発足と、りそなグループ入りに伴い、子会社であった旧・近畿銀行系のきんきミリオンカード（ミリオン系）及びきんきカードサービス（VJA系）、旧・大阪銀行系の大阪カードジェーシービー（JCB系）の3社の営業を譲受。
また、なみはや銀行の大和銀行及び近畿大阪銀行への営業譲渡に合わせる形で、9月に旧・なにわ銀行系のなにわカード、10月に旧・福徳銀行系の株式会社フクトククレジット（共にJCB系）の営業を譲受。

### 株式会社大阪カードサービス
旧・大阪銀行系列のカード会社として発足（VJA系）。2000年10月に旧・福徳銀行系の株式会社フクトクカードサービス（VJA系）からクレジットカード事業を譲受。

## 主な提携カード
括弧内は、提携先を示す。
- りそなカード《セゾン》一体型ICキャッシュカード (株式会社りそな銀行又は株式会社埼玉りそな銀行)
- Safe Driver マイカードりそな《セゾン》 (自動車安全運転センター)
- 東横イン クラブカード (株式会社東横イン)
- ぴあJCBカード (ぴあ株式会社)
- りそな/AAdvantage VISAカード (アメリカン航空)
- 私学メンバーズカード (日本私立学校振興・共済事業団、VISA・MASTERは個人カード扱い、JCBはビジネスカード扱い)
- 早稲田カード (学校法人早稲田大学、早稲田大学校友会)
- 早稲田Paddyカード (学校法人早稲田大学、早稲田大学校友会、早稲田大学生活協同組合)
- 立教カード (学校法人立教学院)
- 浦和レッズカード（株式会社三菱自動車フットボールクラブ）

## カード特典
カード特典の1つに、海外（国内）旅行傷害保険というものがある。
この特典が付くカードは、
- りそなVISAカード
- りそなJCBカード
- りそなカード《セゾン》セレクト
- りそなゴールド《セゾン》
- りそなカード《セゾン》Personal・りそなゴールド《セゾン》Personal
- りそなゴールド《セゾン》ビジネス

これらのカードだけとなっている。
なお、保険金が最も高い（保障が厚い）のは、りそなゴールド《セゾン》である。それ以外は、りそなゴールド《セゾン》よりも低い金額で、なおかつ全て同じ保険金という保障内容となっている。
適用条件や請求方法は公式サイトにて確認のこと。